# Surinaamse parlementsverkiezingen 2015/Kandidatenlijst/MF
Dit is de lijst van kandidaten voor de Surinaamse parlementsverkiezingen 2015 van het Mega Front. De verkiezingen vonden plaats op 25 mei 2015. De landelijke partijleider was Dharm Mungra.
De onderstaande deelnemers kandideerden op grond van het districten-evenredigheidsstelsel voor een zetel in De Nationale Assemblée. Elk district had een eigen lijsttrekker. Los van deze lijst vonden tegelijkertijd de verkiezingen van de ressortraden plaats. Daarvoor gold het personenmeerderheidsstelsel. De kandidaten voor de ressortraden staan hieronder niet genoemd. De alliantie Mega Front deed in 8 districten mee aan de verkiezingen, behalve in Marowijne en Coronie.

## Lijsten
Hieronder volgen de kandidatenlijsten op alfabetische volgorde per district, met het aantal stemmen per kandidaat.

### Wanica - 267
1. Sandjaikoemar Sager Sardjoe (NS) - 132 Hindoestaan
2. Ricky Aswin Poeran - 35 Hindoestaan
3. Ashnie Gajadhar (NS) - 40 Hindoestaan
4. Juanito Imro Fräser - 12
5. August Lienga - 11 - Marron
6. Iriena Bhoelan - 5 Hindoestaan
7. Ravi Shailesh Garib - 32 Hindoestaan

### Nickerie - 297
1. Mohamed Liakat Ali Khan Mahawat Khan - 151 Hindoestaan
2. Vyaswanend Basropansingh - 89 Hindoestaan
3. Amritakoemarie Halfhide-Adhin - 13 Hindoestaan
4. Nauwshaad Alie Kalidien - 14 Hindoestaan
5. Djiewandjotie Bharos - 30 Hindoestaan

### Paramaribo - 327
1. Dharmvir Karamchand Mungra (DNL) - 94 Hindoestaan
2. Eunike Elisabeth Lioe-A-Joe (NS) - 26
3. Yerry Navien Khoesial (DNL) - 18 Hindoestaan
4. Adjodhia Radjoe Bhikharie - 12 Hindoestaan
5. Hermien Gerda Leanda With - 10
6. Vijal Anand Rakesh Jaipal - 16 Hindoestaan
7. Farzana Riaisa-Ganem Abdoel - 35
8. Charles Berwick Eiflaar (DNL) - 0
9. Patricia Helen Hardley - 4
10. Ramon Wiedjai Ramautarsing - 6 Hindoestaan
11. Radjish Bidjaikoemar Rambaran - 8 Hindoestaan
12. Stéphanie Esmeralda Orban - 4
13. Loes Lapu Ajaiso - 15
14. Samaja Dianda Konoe - 10
15. Amitkoemar Joeglal - 7 Hindoestaan
16. Avinash Vishal Sharma Ramparichan - 48 Hindoestaan
17. Paulus Jaipersad Soegriemsingh - 14 Hindoestaan

### Para - 35
1. Runaldo Marcel Sno - 23
2. Abelie Vorswijk - 5
3. Louise Cecilia Sida Misidjang - 7

### Brokopondo - 24
1. Demelsa Jo-Ann Jabinie - 14
2. Unze Benny With - 6
3. Romeo Henry Dieko - 4

### Commewijne - 34
1. Aniel Ramnarain Jiwalal - 15 Hindoestaan
2. Willem Gilberto Elshot - 19

### Sipaliwini - 71
1. Thomas Alinkie - 57
2. Marijke Kokoi Dinge - 5
3. Kawai Sonny Foto - 5
4. Ardina Ketemoejeh Aloeboetoe - 4

### Saramacca - 78
1. Clifton Christiaan Koorndijk (NS) - 59
2. Andrasha Painie Wirodikromo - 19

Kandidaten per alliantie/partij: AC · 
ANC · 
APS · 
DOE · 
DRS · 
MF · 
NDP · 
NOP · 
PING · 
PALU · V7